# Midori (webbrowser)
Midori (Japans voor groen) is een lichtgewicht webbrowser voor Windows, Linux, macOS (sinds versie 11.5.1 uit maart 2025) en Android. Midori heeft ondersteuning voor extensies, inhoudsblokkering, sessies en userscripts. Het is de standaardbrowser in elementary OS, Bodhi Linux en Trisquel Mini. De browser wordt ontwikkeld door Christian Dywan in de programmeertaal C.
Oorspronkelijk maakte Midori gebruik van de layout-engine WebKit, maar sinds 2023 wordt Gecko gebruikt als renderingsoftware. Dit komt omdat Midori sindsdien is gebaseerd op de op Firefox gebaseerde Floorp-browser.
In maart 2025 maakte Astian, het bedrijf achter Midori, bekend te werken aan een versie voor iPad en iPhone.

## Functies
- Volledige integratie met GTK+ 2, gedeeltelijk met GTK versie 3 (in ontwikkeling)[5].
- Snel webpagina's en andere inhoud laden met WebKit.
- Tabs, vensters en sessiebeheer.
- Bladwijzers worden opgeslagen met XBEL.[6]
- Zoekbox gebaseerd op OpenSearch.
- Aangepaste contextmenu-acties.
- Gebruikerscripts (vergelijkbaar met Greasemonkey) en gebruikersstijlen (vergelijkbaar met Stylish).
- Uitbreidbaar via Lua-scripts.
- Privacymodus. Hierbij wordt de geschiedenis van de bezochte pagina's niet opgeslagen.